# Convento de Santa Clara (Palma de Mallorca)
El convento de Santa Clara está situado en la calle Santa Clara de Palma, en la isla de Mallorca (Islas Baleares, España).

## Historia

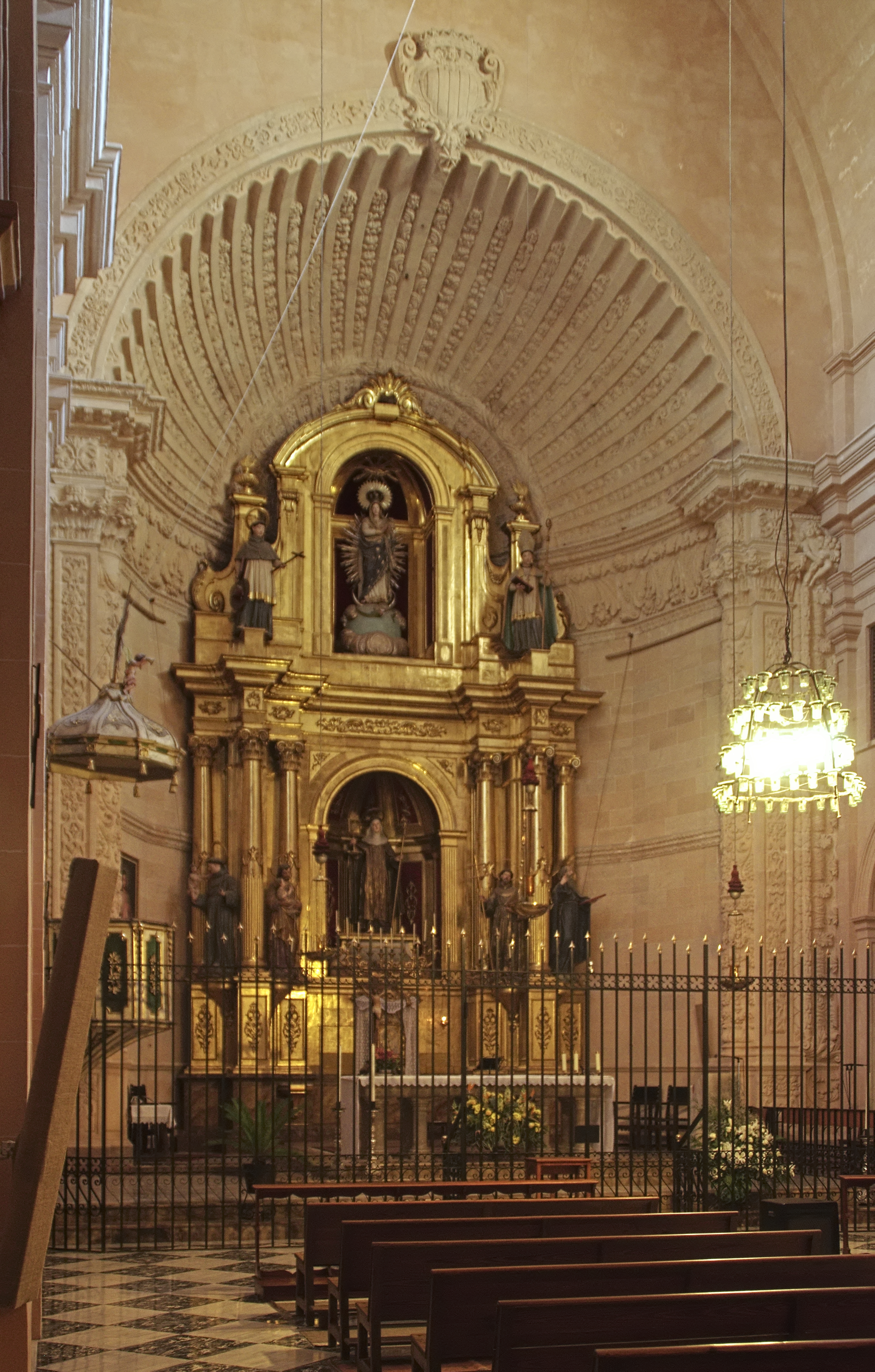
Altar mayor (2019)

La primera referencia que hay del convento de Santa Clara de Palma data del siglo XIII, en época del rey Jaime I de Aragón. En 1256 el Papa Alejandro IV dio permiso para la creación de un nuevo cenobio en Palma de Mallorca, petición realizada por la clarisa, sor Catalina, abadesa del monasterio de Santa María de Tarragona, que querían enviar un grupo de monjas en la isla de Mallorca para fundar nuevo convento. Alejandro IV envió una carta a los franciscanos mallorquines, en la que los encargará ayuda en todo momento a las nuevas monjas clarisas que debían instalar en la capital de Mallorca. El 13 de enero de 1260 se instalaron en el centro de la capital, en un terreno cedido para la construcción de su convento. Catalina Berenguer y Guillermina, su hermana, pertenecían a la nobleza, y esto hizo que el convento progresara rápidamente. El año 1837 las monjas franciscanas del convento de la Purísima Concepción del Olivar pasaron al convento de Santa Clara. En el siglo XVII se hacen unas grandes reformas, sustituyendo la parte gótica por una de la época post renacentista y casi barroca. Hacia 2007 se iniciaron los trámites para restaurar completamente el convento.

## Arquitectura
La base del edificio fue construida sobre restos de origen andalusí. Durante los siglos posteriores el convento fue reformado y ampliado. Y como testimonio de las ampliaciones quedan portales de arco redondo, cegados, provenientes de construcciones civiles, como la casa de la familia Monzón. La sala capitular es del siglo XVI, los corredores del claustro contienen sepulcros góticos de las abadesas. La actual iglesia es la tercera de las construidas en este convento. Las cuatro capillas de la izquierda son de planta rectangular con cubierta de bóveda, las de la derecha presentan plantas diversas con cubierta de cañón. La cubierta de la tribuna tiene una doble hilera con bóveda de tres tramos de arista. En la parte superior del retablo hay una imagen de la Inmaculada Concepción y en la parte inferior una de Santa Clara de Asís. En el lateral izquierdo de la fachada hay un campanario de planta cuadrangular embebido en el muro, que sobresale con tres cuerpos. El portal data de 1671 y es de dintel. Las jambas adoptan la forma de estípites decorados con motivos vegetales, auriculares y muecas. El entablamento tiene una cornisa rematada por un frontón roto, en el centro del frontón hay un medallón que contiene un relieve que representa la imagen de Santa Clara.